# Pax Soprana
"Pax Soprana" je šesta epizoda HBO-ove televizijske serije Obitelj Soprano. Napisao ju je Frank Renzulli, režirao Alan Taylor, a originalno je emitirana 14. veljače 1999.

## Radnja
Nakon dugog čekanja, Sopranovi su konačno dobili šefa obitelji DiMeo, a to je Tonyjev stric Junior. Ali kao što njegova desna ruka Mikey Palmice kaže nakon što je prekinuo kartašku partiju Sammyja Griggia, Junior "ne poštuje stare dogovore". Mijenja stare dogovore i pokušava usmjeriti što više novca prema sebi, ostavljajući svojim kapetanima mrvice.
Tony je dopustio Junioru da stekne kontrolu u obitelji u nadi da će on biti stvarni šef, dok će se Junior morati baviti glavoboljama povezanima sa šefovskom pozicijom. Zato se kapetani dolaze žaliti Tonyju, davši mu do znanja da su nesretni načinom na koji Junior "jede sam" i da je Mikey trebao pustiti da se kartaška partija nastavi nakon što je Sammy spomenuo Jimmyja Altierija.
Junior donese još jednu prenagljenu odluku nakon što otkrije kako je jedan od najuspješnijih ljudi Larry Boya Baresea, Rusty Irac, prodao drogu 14-godišnjem unuku Juniorova prijatelja, i da je dječak počinio samoubojstvo. Odlučuje se pobrinuti da Rusty prestane prodavati drogu, a zato ga se mora riješiti za sva vremena. Mikey Palmice ga odvuče iznad slapova i baci ga s mosta, na isti način na koji je dječak počinio samoubojstvo. Nakon što je ubio Rustyja, primjećuje nekoliko svjedoka kako sjede pokraj mosta te im dadne novac u zamjenu za šutnju.
Livia nagovara Juniora da udari namet Tonyjevu židovskom suradniku Heshu Rabkinu, iako dogovor s Heshom vrijedi godinama, još iz vremena kad je Hesh surađivao s Johnnyjem Sopranom---Livijinim mužem i Tonyjevim ocem. Kad Hesh o tome obavijesti Tonyja i zaprijeti da će napustiti područje, Tony se udružuje s Johnnyjem Sackom, podšefom njujorške obitelji Lupertazzi, te pomaže Heshu i Sacku da Junioru iznesu nepošteni prijedlog. Tony je sam donio odluku, ali pustio Juniora da misli kako drži konce.
Nakon uvjeravanja drugih kapetana, Tony se sastaje sa svojim stricem na maloj bejzbolskoj utakmici kako bi ga pokušao uvjeriti da podijeli svoje bogatstvo. Uz povijesni dokaz o liderskim sposobnostima cara Augusta, Tony uspijeva u svojoj namjeri. Junior odlučuje podijeliti novac koji je dobio od Hesha i dati ga svojim kapetanima. Tony svoj dio vraća samom Heshu.
U međuvremenu, Tony se muči sa svojim libidom te kroz misli i snove fantazira o dr. Melfi. Na svojoj terapeutskoj seansi priznaje zaljubljenost u dr. Melfi, koja pokušava objasniti da ono što on osjeća nije ljubav nego pozitivni osjećaji koji su rezultat napretka u njegovoj terapiji. Carmela izražava ljubomoru prema Melfi koju nikad nije osjećala prema Tonyjevim ljubavnicama. Carmela kasnije kaže Tonyju da želi biti žena u njegovu životu koja će mu pomoći, a Tony se složi.
Iako Tony zapravo kontrolira obitelj, Junior se nađe u fokusu FBI-eve istrage. Na večeri u čast novog šefa agenti FBI-a prisustvuju prerušeni u konobare. Uz fotografske podatke koje prikupljaju mini kamerama, pomiču Juniora na vrh hijerarhijske ploče gdje zamjenjuje pokojnog Jackieja Aprilea Sr. kao "boss". Tonyjeva pozicija kapetana ostaje nepromijenjena; on je na istoj razini kao i ostali kapetani.

## Glavni glumci
- James Gandolfini kao Tony Soprano
- Lorraine Bracco kao Dr. Jennifer Melfi
- Edie Falco kao Carmela Soprano
- Michael Imperioli kao Christopher Moltisanti
- Dominic Chianese kao Corrado Soprano, Jr.
- Vincent Pastore kao Big Pussy Bonpensiero
- Steven Van Zandt kao Silvio Dante *
- Tony Sirico kao Paulie Gualtieri *
- Robert Iler kao Anthony Soprano, Jr. *
- Jamie-Lynn Sigler kao Meadow Soprano *
- Nancy Marchand kao Livia Soprano

* samo potpis

### Gostujući glumci
- John Heard kao Vin Makazian
- Jerry Adler kao Hesh Rabkin

#### Ostali gostujući glumci
| - Al Sapienza kao Mikey Palmice - Paul Schulze kao Otac Phil - Oksana Lada kao Irina Peltsin - Tony Darrow kao Larry Boy Barese - George Loros kao Raymond Curto - Joe Badalucco, Jr. kao Jimmy Altieri - Vince Curatola kao Johnny Sack - Freddy Bastone kao Batman - William Conn kao starac - Maurizio Corbino kao Waiter | - Sylvia Kauders kao starica - Salem Ludwig kao g. Capri - Prianga Pieris kao mehaničar - Salvatore Piro kao Sammy Grigo - Christopher Quinn kao Rusty Irac - Dave Salerno kao kartaš - Frank Santorelli kao Georgie - Donn Swaby kao čovjek na mostu - Sonny Zito kao Eggie |

## Prvo pojavljivanje
- John "Johnny Sack" Sacramoni:  podšef obitelji Lupertazzi, jedne od pet njujorških obitelji.

## Umrli
- Dominic: unuk Juniorova krojača koji je počinio samoubojstvo nakon što je uzeo drogu koju mu je prodao Rusty Irac.
- Rusty Irac: s mosta ga baca Mikey Palmice zbog prodaje droge djeci.

## Naslovna referenca
- Pax Soprana na latinskom znači "mir Sopranovih". Junior i Tony u ovoj epizodi pronalaze mir.
- Naslov je referenca na razdoblje u rimskoj povijesti poznato kao "Pax Romana" koje traje oko sto godina relativnog mira u Rimskom Carstvu. Augustu su pripisane zasluge za početak ovog razdoblja mira kao početak ere koja se poklopila s objavom završetka rimskih građanskih ratova. Tonyjev govor Junioru ističe kako je mir veliki dijelom održan jer August "nikad nije jeo sam".

## Reference na druge medije
- Priča o bikovima koje se Tony prisjeća (koju je navodno čuo od Juniora) ista je ona koju Robert Duvall priča Seanu Pennu (a koju Penn prosljeđuje svojemu partneru) u kriminalističkom filmu Boje nasilja iz 1988.

## Glazba
- Pjesma koja svira tijekom odjavne špice je Xzibitova "Paparazzi".

## Vanjske poveznice
- Pax Soprana u internetskoj bazi filmova IMDb-a